# Stednavnet Danmark
|  | Sammenskrivningsforslag Artiklen Stednavnet Danmark er foreslået føjet ind i Danmark. (Siden marts 2015) Diskutér forslaget |

Stednavnet Danmark, etymologisk, kan måske være af germansk oprindelse. Ordet "mark" er et germansk ord for afmærkning, grænse eller grænseegn, og "dan" må så være daner. Danmark betyder således "danernes grænseegn", nogenlunde i overensstemmelse med betydningen markgrevskab. Historisk var området omkring og nord for Ejderen, den nordlige grænse for den germanske stamme sakserne. I middelalderen blev også Dacia benyttet, med en nogenlunde sikker politisk-territorial betydning; omend, hvilket territorie og hvilken politik altid nok er et vanskeligt tema at præcisere for den tid.
Stednavnet Danmark kendes fra fra flere lokalegne, og fra sagn:
- Konge-riget Danmark, en nationalstat.
- Danmark, som Gefions sønner pløjede fri af Svitjod (sv) og som er Sjølunds agre.
- Dannemark, en ø i skærgården ved Göteborg.[1]
- Dannemark et skovområde i Karlshamn, Blekinge. [2]
- Danmark (Uppsala kommune) (sv), sogn i Uppsala län
- Dannemarka, Västra Götalands län, vest for Vättern.[3]

## Eksterne links
- redaktionen för vastsverige.com; Öckerö turistinformation (red.), "Ulön-Dannemark Naturreservat", Göteborgs skärgård, vastsverige.com: Turistrådet Västsverige, arkiveret fra originalen 16. august 2016, hentet 4. juni 2016